# 1859 (numero)
Milleottocentocinquantanove (1859) è il numero naturale dopo il 1858 e prima del 1860.

## Proprietà matematiche
- È un numero dispari.
- È un numero composto da 6 divisori: 1, 11, 13, 143, 169, 1859. Poiché la somma dei suoi divisori (escluso il numero stesso) è 337 < 1859, è un numero difettivo.
- È un numero nontotiente in quanto dispari e diverso da 1.
- È un numero malvagio.
- È parte delle terne pitagoriche (312, 1859, 1885), (715, 1716, 1859), (1309, 1320, 1859), (1859, 10140, 10309), (1859, 12012, 12155), (1859, 14220, 14341), (1859, 132912, 132925), (1859, 157080, 157091), (1859, 1727940, 1727941).

## Astronomia
- 1859 Kovalevskaya è un asteroide della fascia principale del sistema solare

## Astronautica
- Cosmos 1859 è un satellite artificiale russo.